# Marij Pregelj
Marij Pregelj, slovenski slikar, * 8. avgust 1913 Kranj, † 18. marec 1967 Ljubljana.
Marij Pregelj, sin primorskega pisatelja Ivana Preglja se je rodil v Kranju. Na Akademiji za likovno umetnost v Zagrebu je študiral slikarstvo v letih 1932-1936 pri profesorjih Omerju Mujadžiću, Jozi Kljakoviću in mentorju Ljubi Babiću. Ohranjenih je nekaj šolskih akademijskih risb in grafik. Po diplomi je pogosto slikal portrete in krajinske podobe. Bil je aktiven član Kluba Neodvisni. Med drugo svetovno vojno je bil interniran v različnih taboriščih za vojaške ujetnike, kjer je ustvaril več risb in akvarelov. Po osvoboditvi je najprej učil na šoli za oblikovanje (umetno-obrtni šoli). Od 1948 je predaval na Akademiji za likovno umetnost v Ljubljani, kjer je napredoval do rednega profesorja (1965). Med njegovimi učenci je bila tudi Aleksa Ivanc Olivieri. V letih 1960-64 je bil predsednik Zveze likovnih umetnikov Jugoslavije. 
Pregelj je ovrednoten kot eden najpomembnejših slikarjev sredine 20. stoletja v Sloveniji, vse do njegove zgodnje smrti pomladi 1967. Njegov intelektualni potencial in ustvarjalna moč sta oblikovala sintezo ikonografsko in simbolno prepolnih podob, ki so usklajene z izrazito barvno izraznostjo, pretehtano kompozicijo in drugimi hotenji umetnika. Poleg številnih ilustracij, med najbolj znanimi so podobe za Ilijado in Odisejo, je Pregelj kakovost slik stopnjeval do smrti. Visoko je cenjeno njegovo delo Diptihon, v katerem je opazna sinteza vplivov od Picassa do Bacona. Predvsem je ta dvodelna slika avtorsko delo, ki je nekakšna slikarjeva oporoka.
Decembra 2017 so v Moderni galeriji v Ljubljani pripravili retrospektivno razstavo Pregljevih del.

## Nagrade
- Prešernova nagrada 1958 za kompozicijo mozaikov na stavbi Delavskega doma v Trbovljah.
- Prešernova nagrada 1964 za slikarske stvaritve, razstavljene v marcu 1963 v Moderni galeriji v Ljubljani.
- Nagrada Riharda Jakopiča 1969 (posmrtno, prvi prejemnik)